# 마쓰모토 레이지
마츠모토 레이지(일본어: 松本 零士, まつもと れいじ, 1938년 1월 25일~2023년 2월 13일)는 일본의 만화가이다. 본명은 마츠모토 아키라(일본어: 松本晟)이며, 데뷔 후 1968년까지는 실명을 사용했다. 마츠모토 레이지라는 이름은 1965년부터 실명과 병행하여 사용하기 시작해 1968년에 마츠모토 레이지로 일원화했는데, 필명은 '갓난아기 때의 감성을 영원히 잊지 않는다'는 모토와 한밤 중 오전 영시(零時)를 지나지 않으면 아이디어가 떠오르지 않는 경우가 자주 있었던 일 등에서 영감을 얻었다고 한다.
대표작으로는 《우주전함 야마토》, 《은하철도999》 등, SF 만화작가로서 널리 알려져 있지만 소녀만화, 전쟁물, 동물물 등 다양한 장르의 만화를 그렸다. 애니메이션의 제작에도 적극적으로 참여하여, 1970년대 중반부터 1980년대에 걸쳐 마츠모토 애니메이션 붐을 일으켰다. 애니메이션으로 히트한 작품 때문에 모험활극의 작가라는 인상이 짙지만 작품에는 죽음의 그림자와 밤의 색조라는 부조리성이 내포되어 있다. 취미 요소를 강하게 가진 작품이 많다.
열여덟 살부터 도쿄에서 살기 시작하여 이후 사망할 때까지 도쿄도 네리마구에 살았다. 다카라즈카 조형예술대학 교수, 교토 산업대학 객원교수, 디지털 할리우드 대학 특임교수를 역임했다.
만화가인 마키 미야코(일본어: 牧美也子)와 스물 넷에 결혼하였다. 와세다 대학 대학원 교수로 전 미쓰비시 중공업 나가사키 연구소 주관이었던 마츠모토 스스무(松本將)는 친동생이다.

## 생애
후쿠오카현 구루메시에서 이시노모리 쇼타로와 같은 해 같은 날 태어났다. 여섯 살까지는 효고현 아카시시에서 생활했고, 제2차 세계대전 중에는 어머니의 고향인 에히메현 기타군 니야촌(新谷村) (현재의 오즈시 니야정(新谷町))로 이주 당했다. 이때 미군 기동부대의 전투기와 마쓰야마시를 향해 공습을 감행하는 B-29 폭격기 등 군용기를 다수 목격했고 이 경험이 후의 작품에 영향을 주었다고 한다. 아버지는 육군 항공대의 조종사로 사식전투기 질풍을 타고 종전까지 연합군과 싸웠다. 후에 하록(ハーロック)과 오키타 주조(沖田十三)의 모델로서 마쓰모토의 작품에 반영되고 있다. 전쟁이 끝나고 후쿠오카 현 고쿠라시로 이주하였고, 후쿠오카현립 고쿠라 미나미 고등학교(福岡県立小倉南高等学校)를 졸업하였다.
소학생 시절부터 만화소년으로 다카이 겐이치로 들과 동인 그룹 규슈 만화연구회를 결성하여 동인지 〈규슈만화전〉을 주재했다. 1954년 만화소년에 연재된 《꿀벌의 모험》으로 데뷔하였는데, 이는 고등학교 일학년때부터 투고한 작품이었다. 이때부터는 중앙에서도 이미 알려진 존재로 〈테즈카 오사무〉가 여행으로 규슈를 방문해 원고를 그릴 때 도움을 부탁했다고 하는 일화가 있다. 고교졸업 후인 1957년, 월간소녀잡지 〈소녀〉에 연재가 결정되어 상경하였다. 〈소녀〉와 〈소녀클럽〉에 부정기적으로 연재하는 소녀만화가로 출발하여 1960년을 전후로 소년지, 청년지에도 진출했다.
소년시대부터 운노 주조(海野十三)와 허버트 조지 웰즈의 공상과학 소설을 애독하며 자랐고 공상과학 만화 등에 관심을 가지고 그렸지만 인기가 없어 중단되는 경우도 많았다. 출세작이 된 작품은 1971년부터 주간 소년 매거진에 연재한 《사나이 오이동》이다. 대인기작이 되어 1972년 고단샤 출판문화상을 수상했다. 마쓰모토 자신은 사조반물이라고 하는 독창적인 장르를 개척하였고, 이밖에도 《원조 대사조반 이야기》, 《범성인전》이라는 작품이 있다.
1974년부터 방영된 TV애니메이션 《우주전함 야마토》에는 기획의 단계부터 참가, 메카닉 디자이너로써 초빙되었지만 이전부터 애니메이션 제작을 바라고 있던 마쓰모토는 작품에 전면적으로 관여하였다. 본 방송은 저조한 시청율로 끝을 맺었지만 재방송에서 인기를 얻어 1977년의 극장판 애니메이션 공개시에는 사회현상을 불러 일으켰다. 이것이 애니메이션 붐의 시초가 되었고, 마쓰모토는 애니메이션제작회사인 도에이 동화로부터 이미지 크리에이터로서 기용되어 TV애니메이션 《혹성로보 당가도A》, 《SF서유기 스타징가》에 디자인을 제공한다. 또 자신만의 기획으로서 무르익고 있던 《은하철도999》, 《우주해적 캡틴 하록》이 야마토의 인기에 힘입어 애니메이션화가 결정되었고 특히 《은하철도999》는 큰 성공을 거둬 〈마츠모토 레이지〉붐이 도래하였다. 수많은 마쓰모토 애니메이션이 만들어졌지만 얼마 되지 않아 1982년에 극장공개된 애니메이션 《내 청춘의 아르카디아》, TV애니메이션 《내 청춘의 아르카디아 무한궤도SSX》로 붐은 일단락되었다. 1977년부터 1982년의 5년 정도가 마쓰모토 애니메이션의 절정기였다.
1980년대후반부터는 〈우주개발사업단〉등 각종 단체의 임원으로 취임했고 만화의 집필로는 자신의 작품에 등장한 인기 캐릭터들을 같은 작품세계로 묶는 작업을 진행했다. 왕년의 마쓰모토 애니메이션 붐을 겪으면 자란 크리에이터들에 의해 1990년대 중반 이후 다시 한번 마츠모토 작품을 원작으로 한 애니메이션의 출시가 활발해 지고 있다.
2003년에는 만화가 50주년 기념작품으로서 《은하철도999》에서 파생된 《은하철도 이야기》가 발표되어 나중에 CR피버 은하철도이야기(CRフィーバー銀河鉄道物語)로 파칭코화하기도 하였다. 2006년에 다카라즈카 조형예술대학 미디어 컨텐츠학부의 교수에 취임했다.
2023년 2월 13일 도쿄의 병원에서 급성 심부전으로 사망했다. 그의 사망 소식은 2월 20일에 보도되었다.

## 작품 목록
| - 은하철도 999 (장르: 공상과학) - 우주전함 야마토 (장르: 공상과학) - 우주해적 캡틴 하록 - 퀸 에메랄다스 - 천년여왕 (장르: 공상과학) - 하록 사가 : 니벨룽의 반지 ~라인의 황금~ - 건 프론티어 - 신 우주전함 야마토 - 표류간선000 - HARD METAL - 혹성로보트 당가드 A - 초시공전함 마호로바 - 전장만화 시리즈 - 사나이 오이동 (장르: 일상물) - 원조대사조반이야기 - 대순정군 - 성범인전 - 돌아온 사원전 - 사차원세계 - 공룡장이야기 - 삼천년의 봄(후에 《사차원시계》라는 타이틀로 문고판 발행) - 반딧불의 여관 - 반딧불이 우는 섬 - 와다치 - 패닉 월드 - 잠수함 슈퍼99(나인나인) - 줄무늬의 미메 - 광속 초능력자 - 전광 오즈마 - 시간의 윤회와 만난 곳 - 무의 흑함 - 케이스 하드 - 돌아오지 않는 시간의 이야기 - 다이바 제로 - 작은 마키 - 신문의 일요판에 연재되었던 저연령층 대상. 올 컬러. - 천사의 시공함 - 인법십번승부.산번승부 - 신기루 기담 - 나스카 - 마녀천사 - 대불륜전 - 히루안돈 - 미래자반 - 심야의 까마귀 이야기 - V2 바샤 - 기계화인도시(머쉬너스 시티) - 미스테리 이브 - 섹서로이드 - 다이너소어 존 대공룡대 - 히라가 겐나이 미래에서 온 그림자 - 반딧불의 요괴 - 라라미 목장 - 월간만화잡지 〈히노마루〉에 1960년 10월호~1962년 10월까지 연재(해외 드라마의 만화화) - Out of Galaxy 은(銀)의 코시카 - 화성여단 다나사이트 999.9 - 아녀 영웅전 - 사랑니 찬가 | 원작이 애니메이션으로 만들어진 것, 애니메이션 기획에 관한 것을 적는다. 애니메이션과 병행하여 그려진 만화 작품은 전항에 적었다. |

## 레이지버스
마츠모토 레이지의 작품에서는 하록, 토치로(トチロー), 에메랄다스(エメラルダス)와 같이 복수의 작품에 등장하는 캐릭터가 존재한다. 이것은 작품 자체가 크로스오버하는 경우도 있고 그저 이름만 같은 경우도 있다. 또 패러랠 월드와 같이 배경 세계는 동일하지 않지만 그 세계에서 성격과 역할이 닮은 캐릭터로서 등장하는 경우도 있다. 이렇게 대부분의 작품이 서로 이어지는 마쓰모토 레이지의 작품 세계관을 레이지버스 라고 한다.

## 기타 작업
- 스미다가와(隅田川)의 수상버스 〈히미코〉(ヒミコ)의 디자인을 담당했다. 2004년 3월 26일부터 운행을 개시하였고 우주선을 모티브로 디자인되었다.
- 와쿠나가 제약의 무좀, 백선치료약 〈마스트로션T〉의 패키지 디자인을 담당했다. 이 약은 《사나이 오이동》에도 등장한다.
- 도쿄도 기타구 다키노가와의 상점가 〈다키노가와마장상점회〉의 심볼 캐릭터 및 간판의 디자인을 담당했다.
- 1980년 토호영화 《모스라 대 고지라》의 리바이벌 상영 시 팜플렛표지에 고지라의 일러스트를 그렸다.
- 2001년에 기타큐슈시 하야타히가시 구의 스페이스 월드 역 앞에서 개최된 기타큐슈 박람제2001의 공식 포스터의 일러스트를 그렸으며, 이 축제를 위해 만들어진 작품이 있다.
- 고쿠라 시(현재의 기타큐슈시)와 인연이 있어 고쿠라 경륜장의 마스코트 캐릭터 〈스페이스 나이트〉의 디자인을 담당했다. 이름은 고쿠라경륜장의 나이타 경주의 애칭인 〈스페이스 나이트 레이스〉와 관련되어 있다.
- C.L 무어의 스페이스 오페라소설 《노스웨스트 스미스》시리즈의 일본어판의 표지 일러스트와 삽화를 담당(하야카와 문고, 대우주의 마녀 등). 고전 스페이스 오페라에 있어 요상한 미녀로 공상과학 팬들에게 유명한 샨브로우 등이 마쓰모토의 손으로 그려졌다.
- 1999년에 오픈한 오사카부 사카이시에 있는 오사카부립 대형아동관 〈빅밴〉의 마스코트 캐릭터 베알과 메로우를 디자인했다. 오사카부 도시개발 센보쿠고속철도선, 오사카부 도시개발 5000계 전차 편성을 사용한 이벤트 열차에도 그려져있다.
- 2003년 이가철도 이가선 긴데쓰 이가선(현재의 이가철도)에 쿠노(くノ一)모티브의 페인팅 열차의 디자인을 제공했다.
- 2005년 홋카이도 치호쿠 고원철도 후루사토 은하선 CR75형 차량에 페인팅 열차의 다자인 제공(폐선후 아쇼로 군 리쿠베쓰 정에 보존).
- NHK 《탐험로망 세계유산》진행자 역할의 CG캐릭터의 디자인을 담당했다.
- 도쿄도 네리마구의 네리탄 애니메이션 프로젝터 in 오오이미즈의 일환으로서 세이부 철도 오오이미즈학원역에서 3월 16일에 은하철도999의 캐릭터 차장으로 일일역장을 담당했다.
- 토요타 자동차 TV-CM 《내일의 하모니》편에 출연.

## 창작, 저작권에 대한 입장
일본만화가협회 저작권부 책임자와 컴퓨터 소프트웨어 저작권 협회의 이사 등의 직함을 가지고 있는 입장이기 때문에 저작권에 대해 민감한 면이 있다. 과거에 저작권 관련 심포지움에서 ‘손자의 시대까지 자신의 저작권을 지키고 싶은 심정이다.’라고 발언한 적이 있는 등 자신이 과거에 만화 속에 사용했던 대사 등의 표현을 창작조어(創作造語)라 칭하고 그것과 비슷한 표현을 다른 사람이 무단으로 사용하는 것에 부정적인 견해를 표시하고 있다.
마쓰모토가 저작권에 대해 강경한 것은 경제적인 측면 도 있지만 자신의 저작물이 알지 못하는 사이 제삼자에 의해 자신의 창작의도에 반하게 사용되는 것을 두고 볼 수 없다라고 하는 측면도 있다. 마쓰모토가 《우주전함 야마토》와 전쟁물 등을 그리며 전역자와 민족감정에 민감한 면이 있고 2002년에 자신의 원작에 의한 TV애니메이션 《SPACE PIRATE CAPTAIN HERLOCK》이 다윗의 별을 적의 디자인으로 사용한 것 때문에 유대인감정을 배려해 일시 제작중지 시킨 경우도 있다. 무단으로 사용하는 것이 아니라면 과거에도 빈번하게 다른 만화가에게 자신의 캐릭터를 사용한 것을 흔쾌히 허락한다고 이야기하고 있다.
마쓰모토는 풋워크 출판(フットワーク出版) 발행의 《우주전함 야마토 전설》에서 《스타워즈》기획서의 레이어공주의 초기설정은 《우주해적 캡틴 하록》의 유키 케이(有紀蛍)와 유사하며 《스타워즈》의 초기 기획에 자신의 작품이 영향을 끼쳤다고 발언하고 있지만 마쓰모토가 자신의 작품의 영향을 받았다라고 하는 작품들 중에는 실제로 영향을 받았는지 불명한 것들도 포함되어 있다.
또 《은하철도999》극장판 제2작 《안녕 은하철도999 안드로메다 종착역》에 등장하는 호시노 데쓰로(星野鉄郎)의 아버지, 흑기사 파우스트에 관한 인터넷리뷰에 《스타워즈》구 3부작에 등장하는 다스 베이더와 유사점을 지적하는 리뷰를 자주 발견할 수 있고 다카라지마 사(宝島社)간의 《완전판 은하철도999 PERFECT BOOK》에서는 그 아들 루크 스카이워커와 데쓰로의 설정상 유사점 등을 언급하는 기술을 찾아 볼 수 있다.

### 《우주전함 야마토》 재판
《우주전함 야마토》의 저작권에 대해 마쓰모토 레이지는 같은 작품의 프로듀서였던 니시자키 요시노부(西崎義展)와 싸웠고 1999년에 니시자키를 저작권자로 인정하지 않아 저작권 침해로 고소했다. 니시자키측도 맞고소하여 1심에서는 마쓰모토측의 패소로 판결이 되었고 항소심 중이었던 2003년에 법정외 합의로 마무리되었다.
또 이 재판에 니시자키에게 패소한 후 ‘니시자키는 악마다. 그의 편을 드는 사람도 용서할 수 없다!’, ‘내가 없었다면 작품의 한 컷도 존재할 수 없었다.’등의 코멘트가 일부 언론사에 의해 보도 되었다.
재판에 이르기 전부터 니시자키 요시노부와의 관계가 험악했다고 생각되는 것은 TV프로그램의 로케이션 취재 당시, 마츠모토의 사무실에 니시자키로부터 전화가 왔었지만 전화를 받은 비서에게 한마디로 ‘끊어’라고 말한 것이 현장에서 인터뷰어로써 취재하고 있던 탤런트 키타노 마코토(北野誠)에 의해 목격되었다.

### 《은하철도 999》 재판
2006년 10월에 마키하라 노리유키(槇原敬之)가 CHEMISTRY에게 제공한 악곡 《약속의 장소》의 가사 중 일부가 1996년부터 연재가 재개 된 새로운 《은하철도999》에 등장하는 대사를 도용했다며 마쓰모토 레이지는 여성주간지와 와이드 쇼의 출연해 마키하라 노리유키를 비난했다. 이에 대해 마키하라는 기자회견을 거부했고 같은 해 11월 7일자의 공식 홈페이지에 ‘《은하철도999》는 개인적인 취미로도 읽은 적이 없고 가사도 모두 오리지널이며 진정 도작이라고 의심된다면(자신을 고소하여) 재판에서 마무리를 짓고 싶다.’라는 취지의 코멘트를 발표했다. 마츠모토는 문제의 만화의 대사만으로 도작이라 칭하는 근거로서 ‘10년간 강연등에서 이 말을 몇번이나 말한 적 있다.’ 라고 술회하고 있다. TV에서의 코멘트로서 마쓰모토는 마키하라씨에게 전화했을 때 ‘죄송하다고 했다면 문제삼지 않을 생각이었다.’라고 말했지만 마키하라는 ‘도작하지도 않은 것에 용서를 구한다면 (도작을)인정하는 행위다.’라고 거부했다.
지적재산권이라는 법률적 차원에서 본다면 2006년 11월 11일방송분의 TV프로그램 《프라이스 버라이어티 남보DE남보》(プライスバラエティナンボDEなんぼ)(칸사이 테레비에서 방송)중의 토론이 있어 그 당시 국제변호사인 야시로 히데키(八代英輝)가 재판이 된다면 마키하라가 ‘도작했습니다.’라고 명확하게 표현하지 않는 한 마츠모토측이 패소하지 않을까라는 견해를 표시했다. 또 2006년 10월 22일 방송된 TV프로그램 《앗코에게 맡겨줘!》(アッコにおまかせ!)(TBS)중의 법률가와 의견을 교환하는 회답에서도 마쓰모토 측 패소의 견해를 표시하고 있다.
2007년 3월 22일 마키하라 노리유키가 마쓰모토에 대해 도작이라고 말하는 부분에 대한 증거를 제시해달라며 저작권침해 부존재확인등 청구를 도쿄 지방재판소에 제출했다. 재판에서 마쓰모코측이 도작이라고 말한 증거를 제시하지 못한 경우에는 CM송의 중지 등에 의해 발생한 2,200만엔의 피해배상청구를 진행한다는 안 도 제출했다. 이에 대해 마츠모토는 3월 26일의 토크쇼에서 ‘남자라면 질 줄 알면서도 싸우지 않은면 안 될 때가 있다.’라고 말했고. 또 일련의 고소에 대해 구두변론 등을 할 생각은 없다고 말했다.

## 트리비아
- 상경한 계기는 마이니치 신문 서부 본사판에 연재가 결정되었지만 갑자기 담당자가 바뀌어 원고가 반송되었기 때문이다.
- 오래전 벽장의 팬티에서 자라나는 버섯(사루마타케 고안의 원안이 된/《사나이 오이동》참조)을 만화가 치바 데쓰야(ちばてつや)에게 먹였다는 일화가 있다.(당시 마쓰모토 레이지는 한번 입었던 팬티는 두번 다시 입지 않았고 세탁하지 않은 채 벽장에 집어 넣고 있었다.) 또 백선 무좀을 앓고 있어 ‘백선약을 주세요.’라고 말하는 것이 부끄러웠기 때문에 약을 살 때 약품명을 조사해 약국에서 약품명으로 주문하면 약사가 ‘백선약이 필요하신 건가요?’라고 되물어 그다지 의미는 없었다는 일도 있다.
- 데즈카 오사무에게 초콜릿 우동을 대접한 적이 있다.
- 후쿠시마현등이 주관하는 퍼스컴 코시엔(パソコン甲子園)의 심사의원장을 담당하고 있다.
- 대표작 《은하철도999》의 탄생지는 예전 마쓰모토 레이지가 살고 있던 후쿠오카현 기타큐슈시 고쿠라 기타 구(아사히 신문의 구 서부본사 근처)이다. 영화판 《은하철도999》의 주제가를 연주한 고다이고(ゴダイゴ)의 기타리스트 아사노 다카미(浅野孝己)가 상기의 마을에 있는 대형상업시설 〈차이나타운 고쿠라〉옥외 스테이지에서 정기적으로 라이브를 실시 할 때 999의 탄생지를 기념하여 《은하철도999》를 빼지 않고 연주하고 있다. 서일본철도는 2008년도에 상세계획이 결정되어 2009년도에 개장할 예정인 〈제2 차이나타운 고쿠라(가제)〉에 마쓰모토 레이지를 포함한 규슈출신의 만화가, 애니메이터 등의 작품을 수장하는 박물관을 설치할 계획을 가지고 있다. ‘벽장이 있는 장소라면 최대한 협력하고 싶다. 규슈는 많은 만화가를 배출하였고 그 업적을 돌아보는 시설이 되었으면 한다.’라고 마쓰모토 레이지는 말하고 있다.
- 《인터 스텔라 5555》는 프랑스의 테크노 듀오 〈더프트 펑크〉의 뮤직 비디오라고도 알려진 애니메이션 작품으로 마쓰모토 레이지가 제작에 참여하게 된 계기는 이 두 사람이 어릴 적부터 《우주해적 캡틴 하록》의 팬으로 두 사람이 함께 일본의 마츠모토의 집에 직접 방문해 제작을 의뢰했기 때문이다.
- 우주에 대한 동경이 강해 ‘편도라도 좋으니 나를 우주로 보내달라.’등의 발언을 했을 뿐 아니라 민간 우주비행의 제 일호가 되는 꿈을 가지고 있다. 일본인 최초로 우주비행사가 된 아키야마 토요히로(秋山豊寛 )는 마쓰모토 작품 《와다치》의 해설을 집필했다.
- 서비스 정신이 왕성하기 때문에 미리 사인한 색지를 여러 장 준비하고 있다.(때문에 마쓰모토 사인 색지는 시장유통량이 많아 그다지 가격이 높지 않다.)
- 아사히 신문 서부 본사가 신축이전 할 때 구 사옥 옥상에 설치되었던 업무무선용 안테나의 일부를 자택에 보관하고 있다.
- 브라이틀링 등의 항공시계를 좋아한다.
- 만화 고서의 컬렉터로써 특히 테즈카 오사무 초기의 희소한 만화책을 많은 자료와 함께 보관하고 있다. 2002년에는 SF 작가 코마쓰 사쿄(小松左京)가 모리 미노루의 명의로 그린 《아카혼(赤本)》만화의 복각에도 관여했고 2005년의 사카모토 가죠(阪本牙城)의 《탱크 탱크로리》의 복각 때에는 원본을 제공하기도 했다. 그 외에도 만화책의 복각 시 원고를 제공하는 경우가 많다. 〈만화박물관〉이라는 오래된 만화를 도판으로 소개하는 비주얼 백과사전도 출판했다.
- 도쿄도 네리마구에 살고 있기 때문에 네리마구 셔틀 버스의 랩핑과 다이에 네리마점의 4층 자동판매기 코너의 명칭이 〈은하 스테이션〉이다.
- 캐릭터들의 오른쪽 모습과 왼쪽 모습의 데생의 차이가 크다.
- 작품에 등장하는 캐릭터들은 ‘곧 알게 될 거야’라는 발언을 하는 경우가 많지만 결국 작품 내에서 알려주는 경우는 적다.
- 위와 같이 권리관계에 대단히 냉혹한 인상을 가지고 있지만 위 항목의 일화들처럼 작가에 대한 경의를 표하는 경우에는 상당히 관용적인 태도를 취한다.
- 마에데(前出)의 치호쿠 고원철도 CR75형 차량의 은하철도999 페인팅 열차가 TOMIX로부터 《N게이지 철도모형》화되었을 때 마쓰모토 자신이 그 시작품을 자세히 확인하였고 완성도에 만족한 마쓰모토는 시작품 차량의 지붕에 제품화승인을 의미하는 자신의 사인을 넣었다. 이 사인이 들어간 시작품은 TOMIX 본사에 소중하게 보관되어 있다.
- 패미통(ファミ通)의 인터뷰에서 닌텐도 DS를 자주 가지고 논다고 고백했다.